# Lac Richaume
Lac Richaume är en sjö i Kanada.   Den ligger i regionen Saguenay–Lac-Saint-Jean och provinsen Québec, i den östra delen av landet, 700 km norr om huvudstaden Ottawa. Lac Richaume ligger 572 meter över havet. Arean är 4,1 kvadratkilometer. Den sträcker sig 4,9 kilometer i nord-sydlig riktning, och 1,6 kilometer i öst-västlig riktning.
Omgivningarna runt Lac Richaume är i huvudsak ett öppet busklandskap. Trakten runt Lac Richaume är nära nog obefolkad, med mindre än två invånare per kvadratkilometer.